# Lista de usinas de energia no Brasil
Este artigo lista as usinas elétricas do Brasil.

## Carvão
| Usina           | Capacidade (MW) | Estado | Operador     | Ano                        | Ref.        |
| --------------- | --------------- | ------ | ------------ | -------------------------- | ----------- |
| Alegrete        | 66              | RS     | Engie Brasil | 1968                       | [ 1 ]       |
| Charqueadas     | 72              | RS     | Engie Brasil | 1962–1969                  | [ 1 ] [ 2 ] |
| Figueira        | 20              | PR     | COPEL        | 1963–1974                  | [ 1 ]       |
| Jorge Lacerda   | 857             | SC     | Engie Brasil | 1965–1974, 1979–1980, 1996 | [ 1 ]       |
| Porto do Itaqui | 365             | MA     | Eneva        | 2013                       | [ 1 ]       |
| Porto do Pecém  | 1085            | CE     | Eneva        | 2012                       | [ 3 ]       |

## Gás e óleo
| Usina                           | Capacidade (MW) | Estado | Operador | Ano       | Ref.        |
| ------------------------------- | --------------- | ------ | -------- | --------- | ----------- |
| Campos                          | 30              | RJ     | Furnas   | 1968      | [ 4 ] [ 5 ] |
| Usina Termoelétrica Piratininga | 372             | SP     | EMAE     | 1954–1960 |             |
| Presidente Vargas               | 230             | RJ     | CSN      | 1999      |             |
| Santa Cruz                      |                 | RJ     | Furnas   |           |             |

## Turbinas a gás
| Usina                          | Capacidade (MW) | Estado | Operador            | Ano       | Ref.        |
| ------------------------------ | --------------- | ------ | ------------------- | --------- | ----------- |
| Ibirité                        | 226             | MG     | Ibiritermo          | 2002–2003 | [ 6 ] [ 7 ] |
| Seropédica                     | 384             | RJ     | Petrobras           | 2001      | [ 6 ] [ 8 ] |
| Camaçari                       | 347             | BA     |                     | 2003      | [ 9 ]       |
| Fafen Energia (Camaçari)       | 134             | BA     | Fafen Energia       | 2003      | [ 6 ]       |
| Três Lagoas                    | 368             | MS     | Petrobras           | 2002–2012 | [ 6 ]       |
| Termomacaé                     | 920             | RJ     | Petrobras           | 2001–2002 |             |
| Norte Fluminense               | 780             | RJ     | EDF                 | 2003–2004 | [ 6 ]       |
| Complexo Termelétrico Parnaíba | 1,400           | MA     | Eneva               | 2013      |             |
| Santa Cruz                     | 514             | RJ     | Eletrobras          | 2008      |             |
| Termoaçu                       | 342             | RN     | Petrobras           | 2007–2008 | [ 6 ]       |
| Termoaraucária                 | 480             | PR     | COPEL               | 2002      | [ 6 ]       |
| Termobahia                     | 190             | BA     | Termobahia          | 2002      |             |
| Termofortaleza                 | 343             | CE     | Enel Brasil         | 2003      |             |
| Termo Norte-II                 | 360             | RO     | Termo Norte Energia | 2003      | [ 6 ]       |
| Termopernambuco                | 500             | PE     | Neoenergia          | 2004      | [ 6 ]       |
| Usina Termelétrica TermoRio    | 1,044           | RJ     | Petrobras           | 2004–2005 | [ 6 ]       |
| Uruguaiana                     | 520             | RS     | Âmbar Energia       | 2000      | [ 6 ]       |

## Combustão
| Usina             | Capacidade (MW) | Estado | Operador                              | Ref.          |
| ----------------- | --------------- | ------ | ------------------------------------- | ------------- |
| Aterro Uberlândia | 5.6             | MG     | Energas Geração de Energia            | [ 10 ]        |
| Cristiano Rocha   | 85,4            | SOU    | Rio Amazonas Energia                  | [ 10 ] [ 11 ] |
| GERA              | 83              | SOU    | Usina Geradora de Energia do Amazonas | [ 10 ] [ 12 ] |
| Serra do Navio    | 22,8            | AP     | Energia Amapari                       | [ 10 ]        |
| Sete Lagoas       | 66              | MG     | Cummins Brasil                        | [ 10 ]        |
| Suape-II          | 380             | PE     | Energética Suape II                   | [ 10 ]        |

## Nuclear
| Usina                                                | Capacidade (MW) | Estado | Operador      | Ano        | Ref. |
| ---------------------------------------------------- | --------------- | ------ | ------------- | ---------- | ---- |
| Usina Nuclear Almirante Álvaro Alberto (Angra I, II) |                 | RJ     | Eletronuclear | 1985, 2001 |      |

## Solar
| Usina                    | Capacidade (MW) | Estado | Operador         | Ref. |
| ------------------------ | --------------- | ------ | ---------------- | ---- |
| Complexo Solar Lapa      | 158             | BA     | Enel Green Power |      |
| Parque Solar Ituverava   | 254             | BA     | Enel Green Power |      |
| Parque Solar Horizonte   | 103             | BA     | Enel Green Power |      |
| Parque Solar Nova Olinda | 292             | PI     | Enel Green Power |      |
| Complexo Solar Pirapora  | 400             | MG     | EDF              |      |

## Eólica
| Usina                          | Capacidade (MW) | Estado | Operador        | Ref.   |
| ------------------------------ | --------------- | ------ | --------------- | ------ |
| Complexo Eólico do Alto Sertão | 386             | BA     | AES Brasil      |        |
| Parque eólico Delta 3          | 220             | MA     | Serena Energia  |        |
| Complexo Eólico de Osório      | 317             | RS     | Statkraft       | [ 13 ] |
| Parque Eólico Trairi           | 212             | CE     | Engie Brasil    | [ 14 ] |
| Parque Eólico Capão do Tigre   | 180             | RS     | Casa dos Ventos | [ 15 ] |
| Parque Eólico União dos Ventos | 169             | RN     |                 |        |
| Parque Eólico Morro dos Ventos | 145             | RN     |                 |        |
| Parque Eólico Água Doce        | 142             | SC     | Energimp        | [ 16 ] |
| Parque Eólico Bons Ventos      | 138             | CE     |                 |        |